# David Lemieux
David Lemieux (* 22. Dezember 1988 in Montreal, Québec) ist ein kanadischer Profiboxer und ehemaliger Weltmeister der IBF im Mittelgewicht.

## Amateurkarriere
David Lemieux bestritt laut eigener Aussage 72 Amateurkämpfe und wurde von Russ Anber trainiert. Er wurde 2006 Kanadischer Juniorenmeister im Weltergewicht und nahm im selben Jahr an den Junioren-Weltmeisterschaften in Agadir teil, wo er in der Vorrunde gegen Michał Gurgacz ausschied.

## Profikarriere
David Lemieux wechselte unter dem kanadischen Promoter Yvon Michel in das Profilager und gewann sein Debüt am 14. April 2007 im Alter von 18 Jahren. Sein Manager ist Camille Estephan, sein Trainer Marc Ramsay. Seit 2015 steht er bei Golden Boy Promotions von Óscar de la Hoya unter Vertrag.
Nach 25 Siegen verlor er erstmals am 8. April 2011 durch TKO gegen den Mexikaner Marco Rubio und am 10. Dezember 2011 nach Punkten gegen Joachim Alcine.
Nach sechs folgenden Siegen gewann er am 24. Mai 2014 durch KO in der dritten Runde gegen den US-Amerikaner	Fernando Guerrero und wurde dadurch Nordamerikameister der NABF. Den Titel verteidigte er am 6. Dezember 2014 durch TKO in der zehnten Runde gegen Gabriel Rosado.
Am 20. Juni 2015 gewann er im Centre Bell von Montreal den vakanten IBF-Weltmeistertitel im Mittelgewicht durch einen einstimmigen Punktsieg gegen Hassan N’Dam N’Jikam, gegen welchen er im Kampfverlauf vier Niederschläge erzielte. In seiner ersten Titelverteidigung, einem Vereinigungskampf gegen den kasachischen WBA-Weltmeister Gennadi Golowkin, verlor er durch TKO in der achten Runde, nach Abbruch durch den Ringrichter.
Nach vier folgenden Siegen, darunter gegen Curtis Stevens und Marco Reyes, boxte er am 16. Dezember 2017 gegen Billy Joe Saunders um den WBO-Weltmeistertitel im Mittelgewicht, verlor jedoch einstimmig nach Punkten.
Nach dieser Niederlage gewann er fünf Kämpfe in Folge, ehe er am 21. Mai 2022 beim Duell um die Interims-Weltmeisterschaft der WBC durch TKO in der dritten Runde gegen David Benavidez unterlag.